# 星际互联网
星际互联网络（Inter Planetary Internet，简称IPN）是美国在外太空建立信息网络的长期构想。该网络的任务是为深空探测任务提供地面支持，具体为：
- 确定探测器运行轨道；
- 接收-处理探测器的探测信息及工程遥测信息；
- 向探测器发送上行指令和数据、控制探测器工作状态。

## 特点
- 星际网络拓扑不固定——需要建立自主网；
- 星际环境复杂——需要开发智能探测器与超视距通信；
- 该网络的天基段与地面段带宽不对称、采用不同的网络技术等；
- 信息时延大、断续通信。

## 体系结构
体系结构研究包括很多方面。
- IPN是一个全新的网络结构，它将保证地球对于其它星球全天候通信、探索，因此它的拓扑构型是首先需要考虑的问题；
- IPN网络需要考虑建立一个星际范围的稳定的骨干网络，完成星际长距离信息的传输，包括网络协议的研究；
- IPN将包括若干个本地网络，这些独立网络所要完成的功能不尽相同，网络中每一个节点的功能和结构也是不同的；
- 应当考虑IPN的安全机制和认证机制。

## 优点
- 空间通信距离较近、时延较小——依靠被测星球中心站设备转发；
- 探测器个数多、种类多——能较全面地探测被测星球及解决断续通信问题。